# Johann Andreas Liebhardt
Johann Andreas Liebhardt (getauft 10. Oktober 1713 in Frankfurt am Main; † 19. Januar 1788 ebenda) war ein deutscher Baumeister.

## Leben und Werk

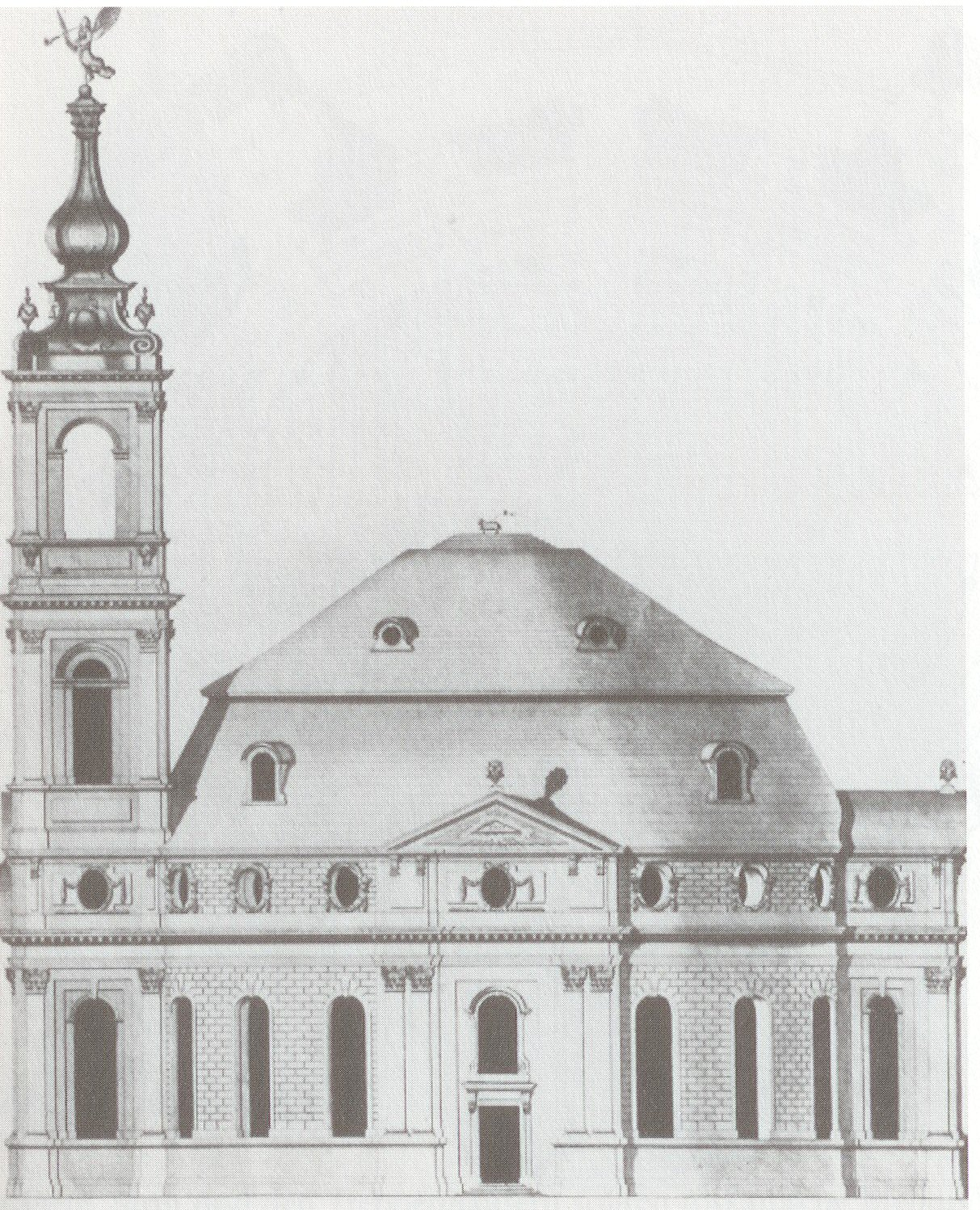
Entwurf von Andreas Liebhardt zum Neubau der Paulskirche, 1786

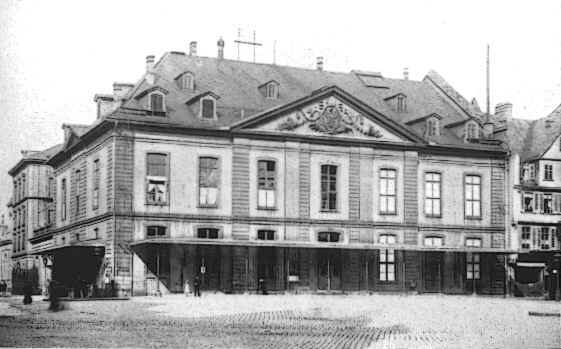
Das Comoedienhaus war Frankfurter Stadttheater von 1782 bis 1902

Liebhardt war Sohn eines Zimmermanns. Nach seinem Architekturstudium in Frankreich, England, den Niederlanden, Italien und Ungarn wurde er 1759 Stadtbaumeister in Frankfurt am Main. In seiner Amtszeit schuf er zahlreiche bedeutende öffentliche Bauten, darunter das Haus Behaghel in der Großen Gallusgasse (1746), das sogenannte Rote Haus auf der Zeil (1767), den Brunnen auf dem Liebfrauenberg (1770), das Comoedienhaus (1782) am heutigen Rathenauplatz und die Johanniskirche in Bornheim (1778–1781).
1785 trat er in den Ruhestand. Sein Nachfolger wurde Johann Georg Christian Hess.
Liebhardts letztes großes Werk war der Entwurf für den Neubau der Paulskirche (1786). Er wurde zunächst nicht angenommen, weil die monumentale Hallenkirche im damals neuartigen klassizistischen Stil in der Öffentlichkeit noch auf Widerstand stieß. Der Rat beauftragte Nicolas de Pigage und Johann Georg Christian Hess mit einer Überarbeitung der Pläne. Hess, Wegbereiter des Klassizismus in Frankfurt, setzte jedoch durch, dass der überarbeitete Entwurf angenommen und Liebhardt mit der Bauleitung beauftragt wurde. Wenige Monate nach Baubeginn starb Liebhardt. Die Paulskirche wurde, nach langen Verzögerungen während der napoleonischen Kriege, erst 1833 durch Johann Friedrich Christian Hess, den Sohn und Nachfolger von Johann Georg Christian Hess, fertiggestellt.